# Médaille d'Or Gustav-Stresemann
La médaille d'Or Gustav-Stresemann est un prix décerné depuis 1968, année du 90e anniversaire de sa mort par la Stresemann Gesellschaft (créée en 1955) à des personnalités remarquables qui se sont engagées pour l’unification européenne ou la paix et les droits de l'homme. Elle est nommée ainsi en hommage au chancelier allemand Gustav Stresemann. 
Le prix est remis le quatrième vendredi de mai à la chancellerie de Rhénanie-Palatinat à Mayence.

## Liste des lauréats
- 1968 -  Dr.Joseph Luns (1911-2002), ministre des affaires étrangères néerlandais.
- 1970 -  Amintore Fanfani (1908-1999), président du Sénat italien.
- 1973 -  Edward Heath (1916-2005), premier ministre britannique.
- 1979 -  Leo Tindemans (1922-2014), Premier ministre belge.
- 1980 -  Louise Weiss (1893-1983), doyenne-présidente du parlement européen.
- 1983 -  José María de Areilza (1909-1998), ministre des affaires étrangères espagnol.
- 1985 -  Karl Carstens (1914-1992), président de la République fédérale d'Allemagne.
- 1990 -  Gyula Horn (1932-2013), ministre des Affaires étrangères hongrois.
- 1993 -  Simone Veil (1927-2017), présidente du Parlement européen.
- 1996 -  Prof. Dr. Władysław Bartoszewski (1922-2015), ministre des Affaires étrangères polonais.
- 1999 -  Dr. Mário Soares (1924-2017), président de la République portugaise.
- 2005 -  Prof. Dr. Guido de Marco (1931-2010), président de la République maltaise.